# Gheorghe Șandru
Gheorghe Șandru (n. 25 martie 1878, Prejmer – d. 15 septembrie 1968, Prejmer) a fost un deputat în Marea Adunare Națională de la Alba Iulia, organismul legislativ reprezentativ al „tuturor românilor din Transilvania, Banat și Țara Ungurească”, cel care a adoptat hotărârea privind Unirea Transilvaniei cu România, la 1 decembrie 1918.:p. 144

## Biografie
Gheorghe Șandru s-a născut în Prejmer, la data de 25 martie 1878. În privința studiilor, a avut școala primară. A fost de profesie agricultor. A participat la Primul Război Mondial în calitate de sergent în armata austro-ungară. A decedat la 15 septembrie 1968, în Prejmer.:p. 144

## Activitatea politică

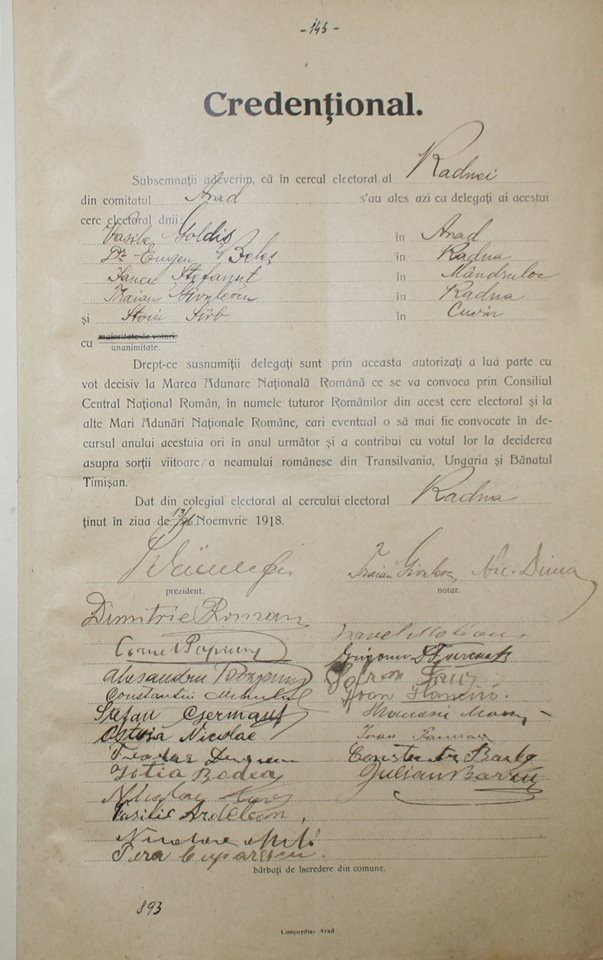
Credențional

Gheorghe Șandru a participat la Marea Adunare Națională de la Alba Iulia din 1 decembrie 1918 ca delegat al satului Prejmer, împreună cu alți consăteni de ai săi.:p. 144